# MY Cephei
Désignations
MY Cephei, abrégée en MY Cep, également nommée IRC +60375, est une supergéante rouge située dans l'amas ouvert NGC 7419, dans la constellation de Céphée. C'est également une étoile variable semi-régulière avec une magnitude apparente variant entre 14,4 et 15,5.
MY Cephei a un type spectral inhabituel de M7.5, l'un des types spectraux les plus tardifs de toutes les supergéantes, et c'est l'une des supergéantes rouges les plus lumineuses et les plus froides, ainsi que l'une des plus grandes étoiles connues. Si elle était placée au centre du système solaire, la photosphère de l'étoile engloutirait le système solaire jusqu'à l'orbite de Jupiter et peut-être même jusqu'à celle de Saturne.

## Observations et variabilité
Des observations de l'amas ouvert NGC 7419 en 1954 ont montré que quatre de ses membres étaient des étoiles rouges lumineuses, très probablement des supergéantes rouges. De plus, une étoile inhabituellement rouge s'est avérée variable, et est probablement une supergéante encore plus lumineuse. Cette étoile a reçu la désignation d'étoile variable MY Cephei en 1973 dans la 59e liste de noms d'étoiles variables.
MY Cephei est classée comme étoile variable semi-régulière du sous-type SRc, ce qui indique qu'il s'agit d'une supergéante froide, bien que sa période de pulsation ne soit pas connue. Elle a été observée aussi brillante que la magnitude 14,4 et aussi faible que la magnitude 15,5. L'étoile, ainsi qu'une autre supergéante rouge tardive nommée S Persei, sont parfois considérées comme des prototypes de la classe des supergéantes de type M6–7.

## Distance
La distance de MY Cephei est supposée être de 9 780+1140
−950 années-lumière, soit 3 000+350
−290 parsecs, basée sur son appartenance à l'amas ouvert NGC 7419. Les résultats de Gaia Early Data Release 3 donnent une parallaxe de 0,3398 ± 0,0708 mas pour MY Cep, impliquant une distance similaire de 2 691+511
 −419 pc (∼8 780 al).

## Propriétés stellaires
Le type spectral de MY Cephei est donné dans le General Catalogue of Variable Stars sous la forme M6–7 Iab, indiquant que l'étoile est une supergéante rouge de luminosité intermédiaire, bien que la plupart des auteurs donnent M7–M7.5 I. Sa classification est difficile en raison du manque d'étoiles standard comparables, mais son spectre semble être plus tardif que M5, mais plus précoce que VX Sagittarii lorsqu'elle est à M9, et plus lumineux que les étoiles géantes de type M7. Une étude de 2021 donne une classe spectrale de M3 basée sur des observations infrarouges, et une température proportionnellement plus élevée.
MY Cephei est une étoile supergéante extrême très lumineuse, froide et grande, avec une luminosité de plus de 100 000 L☉ et un rayon supérieur à 1 000 R☉. C'est probablement l'étoile supergéante la plus lumineuse, la plus froide et la plus grande de son amas ouvert et elle occupe le coin supérieur droit du diagramme de Hertzsprung-Russell.
Un article de 2018 donne à l'étoile une température de 3 400 K, correspondant à un rayon de 1 134 R☉ basé sur une luminosité de 155 000 L☉. La masse de MY Cephei est incertaine, mais elle est supposée être d'environ 14,5 M☉. Elle en perd selon un taux de (2,3 ± 0,3) × 10-5M☉ par an, ce qui en fait l'un des taux de perte de masse les plus élevés connus pour une étoile supergéante. Un calcul plus récent, basé sur une intégration SED, donne une luminosité bolométrique étonnamment plus élevée de 310 000 ± 70 000 L☉, proche de la limite de luminosité supérieure empirique des supergéantes rouges (c'est-à-dire la limite Humphreys – Davidson). Cela implique un rayon plus élevé de 2 061 R☉ basé sur une température effective de 3 000 K dérivée à l'aide du modèle DUSTY. Des études plus anciennes calculaient fréquemment des températures encore plus basses et un rayon estimé de 2 400 R☉.